# 阿达罗尔德
阿达罗尔德（约602年—626年）是伦巴第王国国王（公元616年-626年在位）。

## 生平
阿达罗尔德生于602年，是伦巴第国王阿吉洛夫与狄奥多琳达之子。次年4月7日，阿达罗尔德于蒙扎大教堂受天主教洗礼，成为了首位信仰天主教的伦巴第国王，其教父为特伦特的塞昆德。年仅两岁时，他在墨狄奥拉农罗马竞技场的庆典中被象征性的任命为共治国王，并与法兰克的提乌德贝尔特二世的女儿订婚。
616年，阿吉洛夫逝世，年幼的阿达罗尔德继位为伦巴第国王，由母后狄奥多琳达摄政。阿吉洛夫在位期间推广了基督教，兴修维护了诸多教堂与圣所。拉文纳总督埃莱夫塞里乌斯在此期间率军入侵伦巴第，但被击退。
从624年起，阿达罗尔德便表现出精神疾病。根据保罗执事的说法，阿达罗尔德在位十年后因精神失常被伦巴第贵族推翻，其姐夫都灵公爵阿里奥德继承王位。阿达罗尔德可能在政变中身亡。